# Julia Graudyn
Julia Igorevna Graudyn (ryska: Юлия Игоревна Граудынь), född den 13 november 1970, är en rysk före detta friidrottare som tävlade i häcklöpning.
Graudyn främsta merit är hennes bronsmedalj vid VM 1995 på 100 meter häck. Hon deltog vid EM 1994 där hon slutade på andra plats, slagen endast av Svetla Dimitrova. Vid såväl VM 1997 som 1999 blev hon utslagen i semifinalen. Hennes sista stora mästerskap blev Olympiska sommarspelen 2000 där hon blev utslagen i försöken.
Hon tävlade vidare på 60 meter häck och slutade fyra vid inomhus-VM 1993.

## Personliga rekord
- 60 meter häck – 7,94 från 2000
- 100 meter häck – 12,62 från 1994